# Agony (Fleshgod Apocalypse)
Agony è il secondo album in studio del gruppo musicale italiano Fleshgod Apocalypse, pubblicato il 19 agosto 2011 dalla Nuclear Blast Records.

## Tracce
1. Temptation – 1:47
2. The Hypocrisy – 5:31
3. The Imposition – 4:58
4. The Deceit – 6:03
5. The Violation – 5:18
6. The Egoism – 6:22
7. The Betrayal – 5:31
8. The Forsaking – 5:37
9. The Oppression – 6:04
10. Agony – 3:34

Traccia bonus nella versione di iTunes
1. Heartwork – 4:23 – originariamente interpretata dai Carcass

## Formazione
- Tommaso Riccardi – voce, chitarra
- Cristiano Trionfera – chitarra, cori
- Paolo Rossi – basso, voce
- Francesco Ferrini – pianoforte
- Francesco Paoli – batteria, chitarra, cori

Altri musicisti
- Veronica Bordacchini – voce soprano in Temptation e The Egoism